# 51431 Jayardee
51431 Jayardee è un asteroide della fascia principale. Scoperto nel 2001, presenta un'orbita caratterizzata da un semiasse maggiore pari a 2,4246351 UA e da un'eccentricità di 0,1519764, inclinata di 3,63826° rispetto all'eclittica.